# Espejismo cuántico
En física, un espejismo cuántico es un resultado peculiar en el caos cuántico. Cada sistema de billar dinámico cuántico exhibirá un efecto llamado cicatrización (scarring), donde la densidad de probabilidad cuántica muestra las trazas de las trayectorias que una bola de billar clásica tomaría. Para una arena elíptica, el marcado es particularmente pronunciado en los focos, puesto que ésta es la región donde muchas trayectorias clásicas convergen. Las cicatrices en los focos son referidas familiarmente como "espejismo cuántico".
El espejismo cuántico fue observado experimentalmente por primera vez en el año 2000 por Hari Manoharan, Christopher Lutz y Donald Eigler en el Almaden Research Center de IBM en San José, California. El efecto es absolutamente notable pero en acuerdo general con el trabajo anterior sobre la mecánica cuántica de billares dinámicos en arenas elípticas.

## Corral cuántico

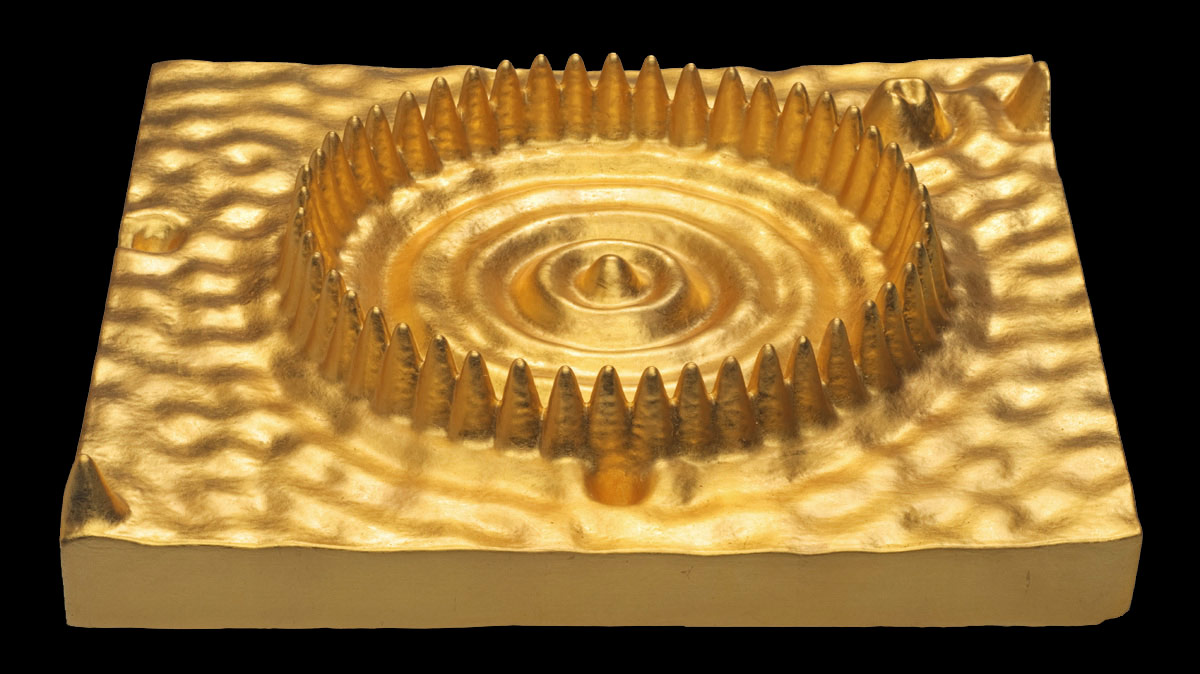
Escultura de un corral cuántico, elaborada a partir de datos empíricos.

El espejismo ocurre en los focos de un corral cuántico, un anillo ellípitico de átomos de cobalto sobre una superficie de cobre. El corral cuántico fue demostrado en 1993 por Lutz, Eigler, y Michael Crommie, ahora un profesor en la Universidad de California. Los átomos ferromagnéticos de cobalto reflejan dentro del anillo los electrones superficiales del cobre en un patrón de onda predicho por la mecánica cuántica.
El tamaño y la forma del corral determinan sus estados cuánticos, incluyendo la energía y la distribución de los electrones. Para hacer las condiciones convenientes para el espejismo, al equipo en Almaden eligió una configuración del corral que concentró los electrones en los focos de la elipse.
Cuando los científicos colocaron un átomo magnético de cobalto en uno de los focos del corral, un espejismo del átomo apareció en el otro foco. Específicamente las mismas características electrónicas estaban presentes en los electrones que rodeaban ambos focos, a pesar de que el átomo de cobalto estaba presente solamente en un foco.

## Aplicaciones
Los científicos de la IBM esperan usar espejismos cuánticos para construir, en el futuro, procesadores de escala atómica.
Los corrales cuánticos pueden verse como átomos artificiales que incluso muestran propiedades de enlaces químicos similares a los átomos reales.

## Note
1. ↑  Ball, Philip (26 de noviembre de 2009). «Quantum objects on show». Nature 462 (7272): 416. doi:10.1038/462416a. Consultado el 12 de enero de 2009.
2. ↑  Stilp F, Bereczuk A, Berwanger J, Richter K, Giessibl FJ (13 de mayo de 2021). «Very weak bonds to artificial atoms made of quantum corrals.». Science 372 (6547): 1196.